# Yu Nakasato
Yu Nakasato (中里 優 Nakasato Yu?,  nacido el 14 de julio de 1994 en Tokio) es una futbolista japonesa que jugaba como centrocampista.
Nakasato jugó 16 veces para la selección femenina de fútbol de Japón.

## Trayectoria

### Clubes
| Club             | País  | Año    |
| ---------------- | ----- | ------ |
| Nippon TV Beleza | Japón | 2011 - |

### Selección nacional
| Selección | País  | Año    |
| --------- | ----- | ------ |
| Absoluta  | Japón | 2016 - |

## Estadística de equipo nacional
| Selección femenina de fútbol de Japón | Selección femenina de fútbol de Japón | Selección femenina de fútbol de Japón |
| Año                                   | Partidos                              | Goles                                 |
| ------------------------------------- | ------------------------------------- | ------------------------------------- |
| 2016                                  | 3                                     | 0                                     |
| 2017                                  | 13                                    | 0                                     |
| Total                                 | 16                                    | 0                                     |